# Elimia showalteri
Elimia showalteri е вид коремоного от семейство Pleuroceridae.